# August Winnig

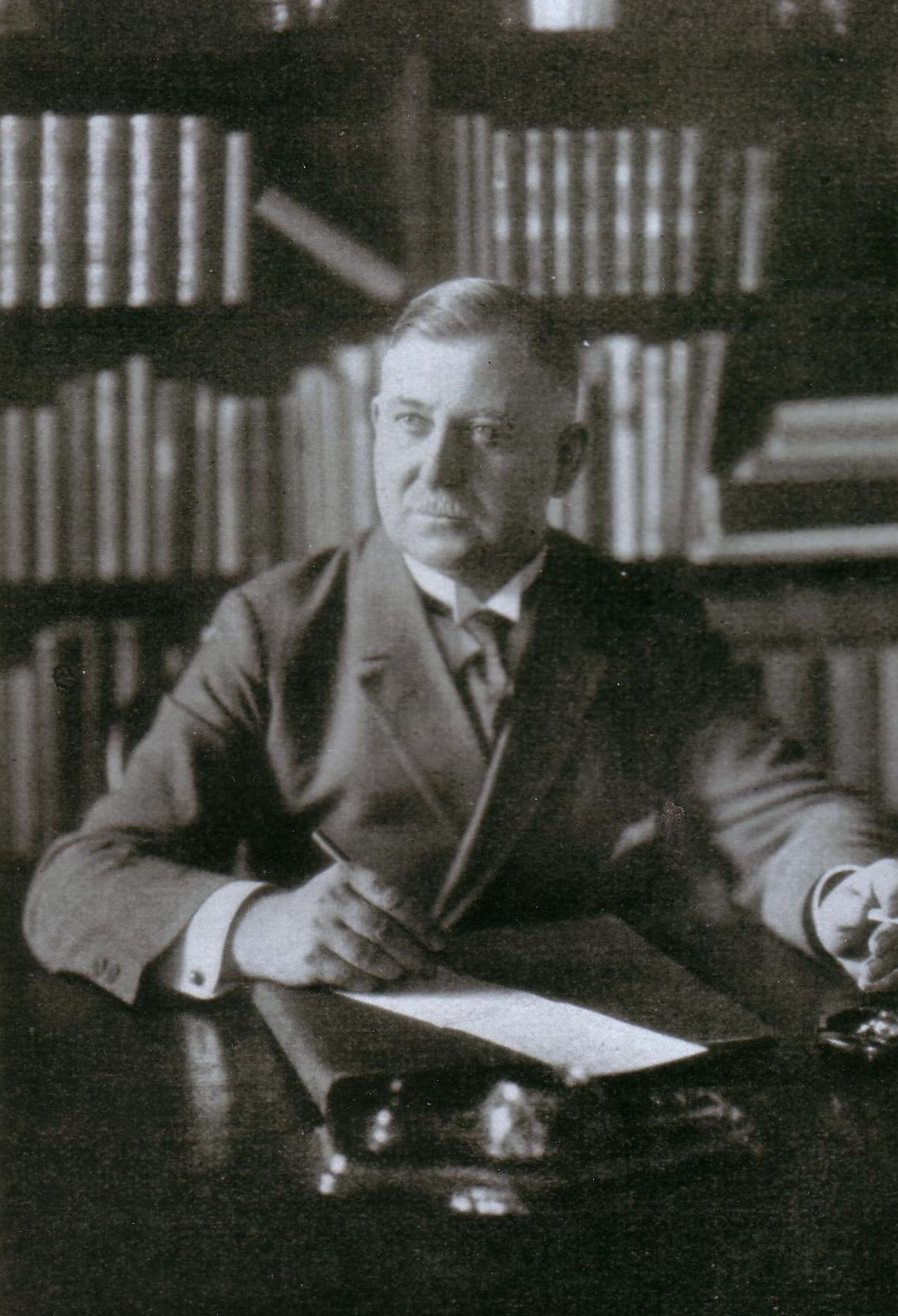
Winnig als Oberpräsident Ostpreußens, 1920

August Winnig (* 31. März 1878 in Blankenburg (Harz); † 3. November 1956 in Bad Nauheim) war ein deutscher Gewerkschafter, Politiker (SPD, Alte SPD, KVP, CDU) und Schriftsteller.
Der Sozialdemokrat Winnig neigte während des Ersten Weltkriegs immer stärker dem Nationalismus zu und unterstützte 1920 den Kapp-Putsch. Er wurde seines Amtes als Oberpräsident enthoben. Als völkischer Nationalist und Antisemit begrüßte er die „Machtergreifung“ Hitlers 1933. Danach, spätestens 1937, entwickelte er eine konservative, christliche Grundhaltung. Er hatte Kontakte zum Widerstand und gehörte nach 1945 zu den Gründern der CDU Niedersachsen.

## Leben
August Winnig wuchs als eines von zwölf Kindern im Haushalt des Totengräbers Johann Gottfried August Winnig und seiner Frau Johanna Christiane Dorothee Marie Goeze aus Stapelberg auf. 1892 begann er mit einer Maurerlehre, die er 1895 abschloss. Ab Sommer 1896 engagierte er sich in der Arbeiterbewegung, er schrieb für die sozialdemokratische Parteipresse, organisierte einen Ortsverband der Maurergesellen und beteiligte sich an Streiks. Wegen einer Auseinandersetzung mit Streikbrechern wurde er inhaftiert. 1904 wurde er Mitarbeiter, später dann Chefredakteur, der Gewerkschaftszeitschrift Grundstein. Es folgte 1913 die Wahl in die Hamburgische Bürgerschaft für die SPD. Als Funktionär des Bauarbeiterverbandes organisierte er 1910 einen großen Bauarbeiterstreik mit, der mit der Annahme geringfügiger Lohnerhöhungen und dreijährigem Streikverzicht der Gewerkschaft endete. 1912 wurde er Vorsitzender des lokalen Bauarbeiterverbandes.
Während des Ersten Weltkrieges gehörte Winnig zum intellektuellen Umfeld der Lensch-Cunow-Haenisch-Gruppe, die, ausgehend vom „Augusterlebnis“ 1914 und dem Zusammenbruch der „Internationale“, die Idee des „nationalen Sozialismus“ und der „Volksgemeinschaft“ vertrat. Allerdings war die Lensch-Cunow-Haenisch-Gruppe nicht antisemitisch, wie es Männer wie Winnig und Gustav Noske in späteren Jahren wurden, ihrem Umfeld gehörten jüdische Sozialdemokraten und Sozialisten wie Alexander Parvus und Ernst Heilmann an.

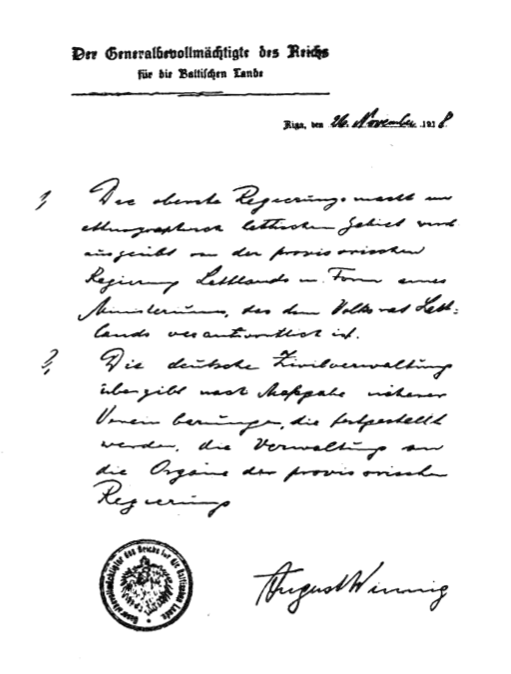
Anerkennung Lettlands, mit Winnigs Unterschrift

Seit Oktober 1918 war Winnig Reichsgesandter und nach dem Ausbruch der Revolution in Deutschland Generalbevollmächtigter für die besetzten baltischen Länder. Winnig unterzeichnete die Anerkennungen der Republiken Estland und Lettland. Um auf die lettische Regierung politischen Druck auszuüben, wollte er die Räumung des Baltikums verzögern und strebte dazu die Schaffung von freiwilligen Kampfverbänden an. Winnig forderte für die deutsch-baltische Minderheit ein Viertel der Sitze im lettischen Volksrat, um das „Deutschtum im Osten“ zu erhalten. Wegen solcher Maßnahmen verringerte sich seine Popularität in der SPD.
In die Weimarer Nationalversammlung gewählt, unterstützte er in der SPD Eberts Kandidatur als Reichspräsident gegen Philipp Scheidemann. Unter der neuen Regierung wurde er Oberpräsident von Ostpreußen. Klaus von der Groeben hat Winnigs Rede erhalten, die er als Oberpräsident am 17. Dezember 1919 vor dem Ostpreußischen Provinziallandtag zu den deutschen Gründen der Niederlage im Ersten Weltkrieg hielt. Als Oberpräsident bekämpfte Winnig die Revolutionäre und organisierte die Aufstellung von Freikorps. 1920 unterstützte er Wolfgang Kapp im Putsch gegen die von der SPD gestellte Reichsregierung Gustav Bauer. Nachdem der Putsch gescheitert war, wurde Winnig seines Amtes enthoben und aus der SPD sowie der Gewerkschaft ausgeschlossen.
1922 begann er ein Studium an der Universität Berlin, er beschäftigte sich dort mit Geschichte, Nationalökonomie und Geographie. In dieser Zeit begann er auch als Schriftsteller bekannt zu werden (hauptsächlich mit seinen autobiographischen Werken). Mit Hans Grimm, Hans Carossa, Edwin Erich Dwinger und anderen gehörte er zum Lippoldsberger Dichterkreis.
Als Vertreter des Schützen- und Wanderbundes Rheinland-Westfalen nahm er im April 1924 auf Burg Hoheneck (Ipsheim) an einer Führertagung des Bundes Oberland teil.
1927 trat er der Alten Sozialdemokratischen Partei bei, 1930 der Volkskonservativen Vereinigung. Im selben Jahr erschien auch sein Werk Vom Proletariat zum Arbeitertum, in dem er den von ihm beschrittenen Weg resümiert und als Vorbild darstellt.
Während der Zeit des Nationalsozialismus wandelte sich Winnig (wie er in seinen Aufzeichnungen Aus zwanzig Jahren berichtet) vom national denkenden Sozialisten zum Vertreter einer christlich-konservativen, am Gedanken einer europäischen Kooperation orientierten Grundhaltung, was ihn in die Nähe von Beteiligten am Attentat vom 20. Juli 1944 brachte, die in seinem Potsdamer Haus ein und aus gingen. Er selbst blieb nach dem 20. Juli von Verfolgungen frei.
1945 lebte er wieder in Blankenburg, das er kurz vor dem Einrücken der Roten Armee verließ, um sich in Vienenburg niederzulassen. Er starb mit 78 Jahren während eines Kuraufenthalts in Bad Nauheim und wurde in Goslar beerdigt. 1996 wurde er zu seiner ersten Frau auf den Waldfriedhof seiner Heimatstadt Blankenburg am Harz umgebettet.

## Familie
August Winnig war in erster Ehe ab 1903 mit Hermine geb. König (* 9. Oktober 1877; † 31. Januar 1950) verheiratet. 1922 wurde die Ehe, aus der die Tochter Anna Minna hervorging, geschieden. Am 29. Juli 1924 heiratete er in Potsdam Martha, geb. Meßmer (* 18. Oktober 1878; † 14. April 1933), die in seinen autobiographischen Schriften als „Dora Amborn“ erscheint. In dritter Ehe heiratete er 1934 die Nachbarin und Freundin seiner zweiten Frau, Paula, geb. Wernich, verw. Siegfried.

## Zitate
„Mit Flüchen auf Gott, König und Vaterland und mit dem Aufruf zur proletarischen Revolution begann der Jude bei uns seinen Weg.“

„Unser Schicksal hat uns nur eine Wahl gelassen: entweder die Gemeinschaftsarbeit oder den Zusammenbruch. Den Zusammenbruch dürfen vor allem jene nicht wollen, denen die politische Neuordnung die Erfüllung jahrzehntelangen Strebens ist. Das Schicksal unserer Wirtschaftsordnung ist zugleich das Schicksal der Demokratie. Bricht unsere Wirtschaftsordnung zusammen, so ist damit auch die Demokratie zerstört. Je deutlicher jetzt die Demokratie das Gebot der Stunde erkennt und je beherzter sie bereit ist, es zu erfüllen, umso fester wird sie stehen und umso lebendiger wird sie sich auswirken in Gesetzgebung und Verwaltung. Aufhören muß auch die Propaganda gegen die Mitbürger jüdischer Abstammung, die in der Provinz und besonders in der Provinzialhauptstadt vielfach so üble Formen angenommen hat. Wohl kann man nicht verkennen, daß sich unter den zersetzend wirkenden Elementen, die unsere Not um so vieles vergrößerten, verhältnismäßig viele Personen jüdischer Abstammung befinden. Aber die nicht weniger erweisbare Tatsache, daß eine weit größere Anzahl jüdischer Mitbürger durch ihre wissenschaftliche und kommerzielle Arbeit dem Staate und der Provinz wertvolle Dienste geleistet hat und weiter leistet, verbietet es jedem gerecht denkenden Menschen, an dieser Propaganda teilzunehmen.“

„Blut und Boden sind das Schicksal der Völker.“

„Der Sieg der nationalsozialistischen Bewegung ist mit der Kraft dieser Jugend unseres Volkstums errungen. Durch diesen Sieg hat der Arbeiter die große Führung ergriffen.“

## Schriften

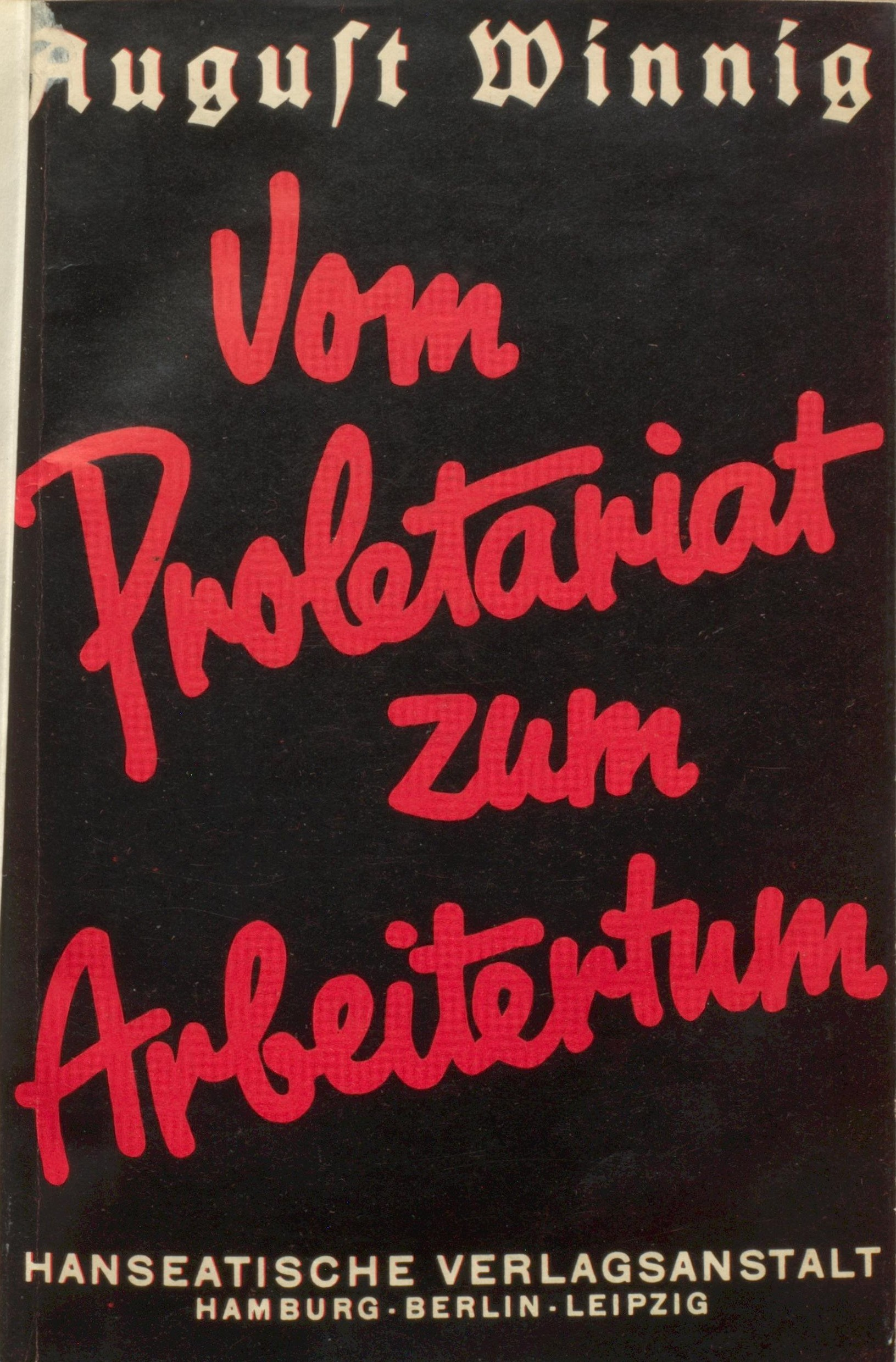
Vom Proletariat zum Arbeitertum (1930)

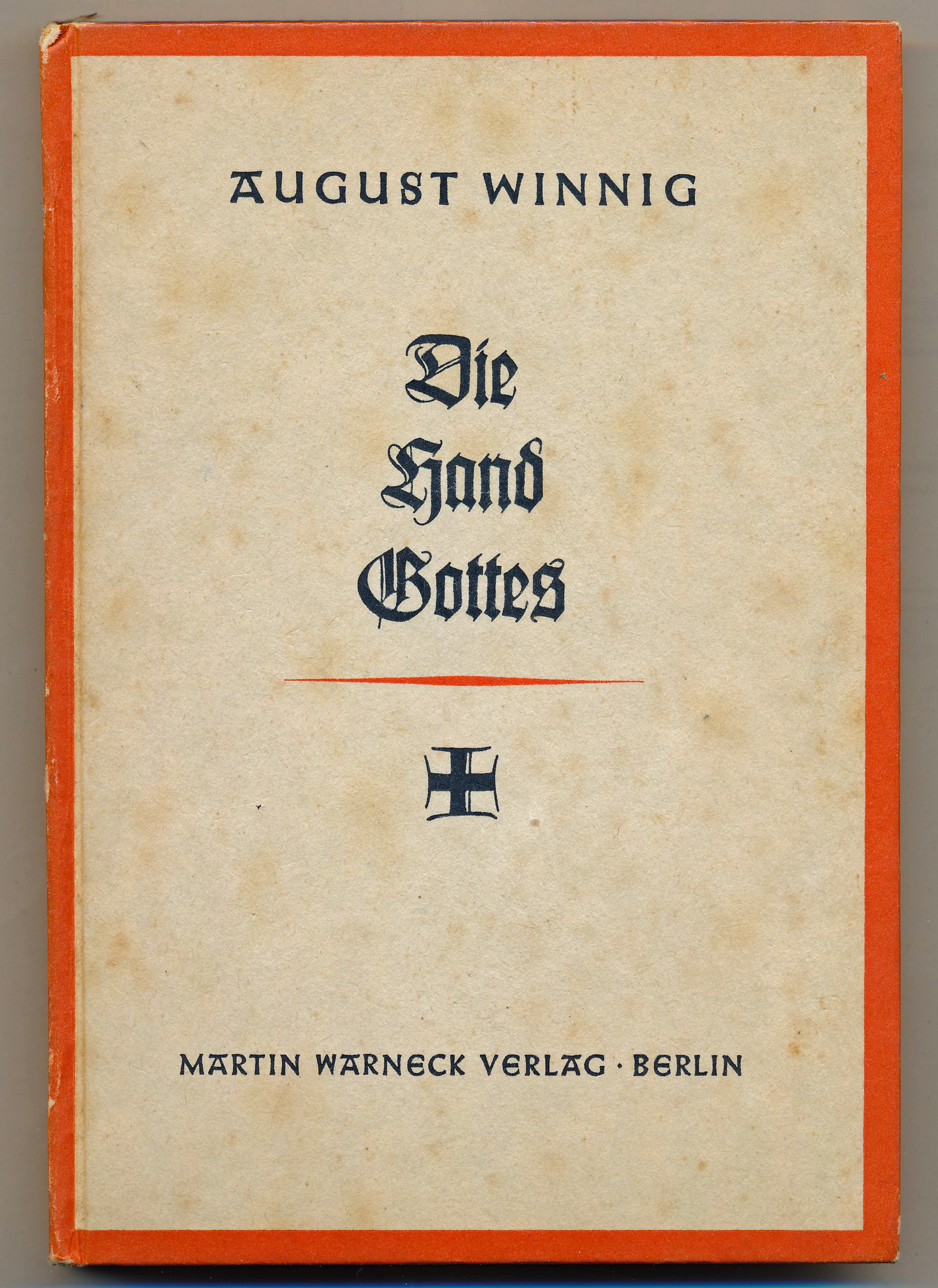
Die Hand Gottes (1938)

### Autobiographische Schriften
- Frührot. Ein Buch von Heimat und Jugend. 1924 (erste Ausgabe 1919), Oswald Spengler gewidmet.
- Am Ausgang der deutschen Ostpolitik. Persönliche Erlebnisse und Erinnerungen. Staatspolitischer Verlag, Berlin 1921.
- Das Buch Wanderschaft. 1941 (Erweiterung des letzten Teils von Frührot, enthält Winnigs Erlebnisse als Maurergeselle).
- Preußischer Kommiß. Soldatengeschichten Berlin, Vorwärts-Verlag, 1910 (seitdem nicht mehr erschienene, seinerzeit verbotene antimilitaristische Geschichten, die auf eigenen Erlebnissen beruhen).
- Der weite Weg. 1932 (berichtet von seinem Werdegang als Gewerkschafter bis zum Ersten Weltkrieg).
- Heimkehr. 1935 (berichtet von seiner Tätigkeit im Baltikum 1918 bis zum Kapp-Putsch; hierzu gibt es auch frühere Teilveröffentlichungen (Am Ausgang der deutschen Ostpolitik, 1921)).
- 400 Tage Ostpreußen. Verlag Wirth & Co., Dresden 1927.
- Die Hand Gottes. Verlag Martin Warneck, Berlin 1938 (autobiographische Erlebnisse mit religiösem Hintergrund).
- Als ich noch ein Maurergesell war. Hanseatische Verlagsanstalt, Hamburg 1929.
- Aus zwanzig Jahren. 1925 bis 1945. 1948 (zuerst erschienen 1945 unter dem Titel Rund um Hitler für die Kriegsgefangenenhilfe des Weltbundes der Y.M.C.A. Genf/London).

### Literarische Schriften
- (Hrsg.) Jungblut. Handwerkslieder, Wanderlieder und Volkslieder.
- Die ewig grünende Tanne. 1927 (Erzählungen, illustriert von A. Paul Weber; enthält die bekannte Erzählung Gerdauen ist schöner).
- Wunderbare Welt. 1938 (Roman).
- Käuze und Schelme. Martin Warneck Verlag, Berlin 1940.
- Das Unbekannte. Martin Warnick Verlag, Berlin 1940 (Erlebnisse aus dem Reich des Übersinnlichen).
- In der Höhle. Erzählung, Bertelsmann Verlag, Gütersloh 1941.
- Im Kreis verbunden. Reclams Universalbibliothek Nr. 7390, Leipzig 1941 (Erzählungen mit autobiographischem Nachwort des Verfassers).
- Stiegel der Holzhauer. Erzählung, Reclam, Leipzig 1943.
- Wiederkehr des Gleichen. Novelle, Reclam, Leipzig 1944.
- Morgenstunde. F. Wittig-Verlag, Hamburg 1958 (gesammelte Erzählungen, aus diversen Veröffentlichungen gesammelt).

### Sonstige politische Bücher, Aufsätze, Reden und Schriften
- Der große Kampf im deutschen Baugewerbe. 1910.
- Der Burgfriede und die Arbeiterschaft (= Kriegsprobleme der Arbeiterklasse, Heft 19). 1915.
- Der Krieg und die Arbeiterinternationale. In: Friedrich Thimme, Carl Legien (Hrsg.): Die Arbeiterschaft im neuen Deutschland. 1915.
- Marx als Erlebnis. In: Glocke 4, 1 v. 4. Mai 1917, S. 138–143.
- Der Glaube an das Proletariat. 1924, neue Fassung 1926.
- Die geschichtliche Sendung des deutschen Arbeiters. Die deutsche Außenpolitik. Vortrag in Halle/Saale, 1926.
- Befreiung. Milavida-Verlag, München 1927.
- Das Reich als Republik. 1928 (gesammelte Aufsätze und Reden).
- Vom Proletariat zum Arbeitertum. 1930, (Sonderausgabe) 1933 (mit einem Nachwort: „Nach drei Jahren“; mehrere Neuauflagen bis 1945).
- Der Nationalsozialismus – der Träger unserer Hoffnung. In: Neustädter Anzeigeblatt. 29. Oktober 1932.
- Der Arbeiter im Dritten Reich. Buchholz & Weißwange, Berlin 1934.
- Arbeiter und Reich (= Erbe und Verpflichtung. 1. Auf falscher Bahn, 2. Die große Prüfung). Teubner, Leipzig u. a. 1937.
- Europa. Gedanken eines Deutschen. Eckart Verlag, Berlin 1937 (bereits dem konservativen Widerstand zuzuordnender Essay, Kritik am Totalitarismus des Sowjetsystems wurde als Kritik am NS-Staat verstanden). 1952 kritisch überarbeitet (gekürzt).
- Der deutsche Ritterorden und seine Burgen. Bildband mit Text. Langewiesche, Königstein 1939.
- Vom Proletariat zum Arbeitertum. Hanseatische Verlagsanstalt, Hamburg 1942.
- Wir hüten das Feuer. Hanseatische Verlagsanstalt, Hamburg 1933 (Aufsätze und Reden aus 10 Jahren: 1923–1933).

## Ehrungen
- Verdienstorden der Bundesrepublik Deutschland, Großes Verdienstkreuz (29. März 1955)
- Winnig-Straße in Seesen und Blankenburg
- Am 15. November 1957[5] gab die Stadt Vienenburg der damalige Mittelschule und spätere Realschule den Namen August-Winnig-Schule.

## Mitgliedschaften
Unvollständige Liste
- Paul-Ernst-Gesellschaft